# 괴산경찰서
괴산경찰서(槐山警察署, Goesan Police Station)는 충청북도경찰청이 관할하는 경찰서 중 하나이다. 충청북도 괴산군 및 증평군 일대를 관할한다. 충청북도 괴산군 괴산읍 읍내로11길 26에 있다. 2025년 증평경찰서를 분리시킬 예정이다.
서장은 총경으로 보한다.

## 기본 정보
- 주소: 충청북도 괴산군 괴산읍 읍내로11길 26 괴산경찰서
- 우편번호: 28029

## 관할 파출소 및 지구대
괴산경찰서는 2개 지구대와 5개 파출소를 산하에 두고 있다.
| 명칭       | 사진 | 주소                        | 관할구역       | 치안센터     |
| ---------- | ---- | --------------------------- | -------------- | ------------ |
| 괴산지구대 |      | 괴산군 괴산읍 읍내로 246    | 괴산읍, 소수면 | 소수치안센터 |
| 증평지구대 |      | 중평군 증평읍 중앙로 200    | 증평군         | 도안치안센터 |
| 청안파출소 |      | 괴산군 청안면 청안읍내로 22 | 청안면, 사리면 | 사리치안센터 |
| 연풍파출소 |      | 괴산군 연풍면 향교로 43     | 연풍면, 장연면 | 장연치안센터 |
| 칠성파출소 |      | 괴산군 칠성면 도정로 53     | 칠성면         |              |
| 청천파출소 |      | 괴산군 청천면 괴산로 1357   | 청천면         | 송면치안센터 |
| 불정파출소 |      | 괴산군 불정면 목도로 24     | 불정면, 감물면 | 감물치안센터 |